# Mashta Al Helou
Mashta Al Helou is een plaats in het Syrische gouvernement Tartus.